# Liste der Monuments historiques in Colombey-les-Belles
Die Liste der Monuments historiques in Colombey-les-Belles führt die Monuments historiques in der französischen Gemeinde Colombey-les-Belles auf.

## Liste der Objekte
| Bezeichnung                        | Beschreibung                                                                                        | Standort                        | Kennzeichnung | Schutzstatus | Datum | Bild |
| ---------------------------------- | --------------------------------------------------------------------------------------------------- | ------------------------------- | ------------- | ------------ | ----- | ---- |
| Kanzel                             | Holz, 18. Jahrhundert                                                                               | in der Kirche St-Maurice (Lage) | PM54001476    | Inscrit      | 1994  |      |
| Chroschranke                       | Schmiedeeisen, nach 1762                                                                            | in der Kirche St-Maurice (Lage) | PM54000151    | Classé       | 1972  |      |
| Hauptaltar                         | Altartisch, Altaraufbau und Tabernakel; Marmor, Holz, vergoldet, zweite Hälfte des 18. Jahrhunderts | in der Kirche St-Maurice (Lage) | PM54001473    | Inscrit      | 1985  |      |
| Orgel                              | Haupteintrag für PM54000152                                                                         | in der Kirche St-Maurice (Lage) | PM54001297    | Classé       | 1984  |      |
| Instrumentalteil der Orgel         | 1863 von Aristide Cavaillé-Coll gebaut, 1883 erweitert                                              | in der Kirche St-Maurice (Lage) | PM54000152    | Classé       | 1984  |      |
| Chorgestühl und Wandvertäfelung    | Eichenholz, Anfang des 18. Jahrhunderts                                                             | in der Kirche St-Maurice (Lage) | PM54001475    | Inscrit      | 1994  |      |
| Altarkreuz und sechs Altarleuchter | Kupfer, vergoldet, zweite Hälfte des 18. Jahrhunderts                                               | in der Kirche St-Maurice (Lage) | PM54001474    | Inscrit      | 1985  |      |